# مقاطعة شاريكار
منطقة شاريكار (ولسوالی چارکار) هي إحدى مقاطعات ولاية بروان، أفغانستان. ومركز المقاطعة هي مدينة شاريكار. يبلغ عدد سكانها 198306 نسمة حسب تقدير عام 2019.